# Торе (река)
Торе (фр. Thoré) је река у Француској. Дуга је 62 km. Улива се у Агу. 